# Systemhaus Waibel
Systemhaus Waibel (Waibel GmbH) war ein PC-Hersteller und PC-Direktversender aus Deutschland, welcher im Jahr 1992 gegründet wurde.
Sitz des Unternehmens war lange Zeit Ettlingen. Der Gründer, Namensgeber und Geschäftsführer war Andreas Waibel.

## Unternehmensgeschichte
Waibel bot sowohl fertige als auch auf Kundenwunsch konfigurierbare Computer an. Wie das amerikanische Vorbild Dell schaltete Waibel in fast allen PC-Zeitschriften mehrseitige Werbeanzeigen. Der Bestellvorgang wurde über das Internet oder per Telefon abgewickelt. Zusätzlich betrieb Waibel „Showrooms“ in Berlin, Stuttgart und Ettlingen. In diesen Räumlichkeiten konnte sich der Kunde über die Rechner informieren und sie für seine Bedürfnisse konfigurieren lassen.
Im Sortiment befanden sich Computer mit AMD- und Intel-Prozessoren, welche Waibel-typische Namen trugen, so z. B. Schwabenpfeil, Rheinblitz, Wannseesprinter, Bayernkurier, Wannseeblitz,  IC-Q Server. Bei Schwabenpfeil und Rheinblitz handelt es sich um die Namen von zeitgenössischen Schnellzügen der Deutschen Bahn. Daneben bot Waibel auch Notebooks an, welche den Namen Turbobook trugen. Der jeweilige Name wurde mit einem spezifischen Zusatz versehen, welcher u. a. den Einsatzbereich deklarierte. So gab es z. B. einen Wannseesprinter Video für Videobearbeitung.
Als einer der ersten Hersteller konnte Waibel im Jahr 2000 einen 1-GHz-Computer (Waibel Wannseesprinter cool) vorstellen. Obwohl es zu dieser Zeit keine 1-GHz-fähigen Prozessoren für Desktoprechner gab, gelang es Waibel, AMD-Athlon-CPUs mit einer Kühllösung von Kryotech zu übertakten. Dabei wurde die CPU eingekapselt und auf minus 46 °C gekühlt. Der Exklusivität dieses Modells entsprach der Preis, welcher sich auf ca. 10.000 DM belief.
2001 machte Waibel mit einer neuen Idee Schlagzeilen; so bot das Unternehmen auf Wunsch Computer mit gebrauchtem Betriebssystem an. Waibel kaufte dafür nicht verwendete Windows-Lizenzen und verkaufte diese zusammen mit dem neuen Waibel-PC für einen niedrigeren Preis als eine neue Lizenz von Microsoft. Des Weiteren bot Waibel an, PCs anderer Hersteller umzubauen oder aufzurüsten. Der Computer wurde mittels eines Logistikunternehmens beim Kunden abgeholt und nach dem Umbau wieder an den Kunden versandt.
Die Waibel-Computer erhielten von der Fachpresse mehr als 200 Auszeichnungen, das Unternehmen war nach International Data Group 1999 einer der Hersteller mit der höchsten Kundenzufriedenheit. Zeitweise plante das Unternehmen die Umwandlung der Unternehmensform in eine Aktiengesellschaft.

## Insolvenz
Am 9. Januar 2003 hat Waibel beim Amtsgericht Karlsruhe einen Antrag auf Einleitung eines Insolvenz-Verfahrens gestellt. Die Gründe wurden nicht öffentlich bekanntgegeben.